# Machimus fattigi
Machimus fattigi är en tvåvingeart som först beskrevs av Stanley Willard Bromley 1940.  Machimus fattigi ingår i släktet Machimus och familjen rovflugor. Inga underarter finns listade i Catalogue of Life.